# 罗城葡萄
罗城葡萄（学名：Vitis luochengensis）为葡萄科葡萄属的植物，为中国的特有植物。分布于中国大陆的广西等地，生长于海拔700米的地区，一般生长在石山灌丛，目前尚未由人工引种栽培。
其种加词“luochengensis”意为“广西罗城的”。